# Скопление Гидры
Скопление Гидры (Abell 1060, англ. Hydra Cluster) — скопление из более чем 100 ярких галактик в составе сверхскопления Гидры-Центавра. Размер скопления составляет около 10 миллионов световых лет, что делает его одним из трёх крупнейших скоплений галактик в пределах 200 миллионов световых лет от Млечного пути (вместе со скоплениями Девы и Центавра). Расстояние от Солнца до скопления составляет 58,3 Мпк (190,1 млн световых лет).
Скопление Гидры принадлежит редкому III типу по классификации Баутц — Моргана, то есть не имеет центральной доминирующей ярчайшей галактики скопления. Эллиптические галактики NGC 3309 и NGC 3311, а также спиральная галактика NGC 3312 являются самыми массивными в этом скоплении — у каждой из них диаметр около 150 тысяч световых лет.
Скопление Гидры имеет более высокую долю тёмной материи в сравнении с похожими скоплениями галактик, что не даёт покоя астрономам.
Несмотря на то, что скопление при обзоре с Земли выглядит почти круговым, есть свидетельства о неоднородном трехмерном распределении при движении галактик.